# شوتا دوی
شوتا دوی (انگلیسی: Shuta Doi؛ زادهٔ ۲۹ فوریهٔ ۱۹۹۶) بازیکن فوتبال اهل ژاپن است.